# Instituto de Investigación Botánica Agrícola Granja de Ibusuki

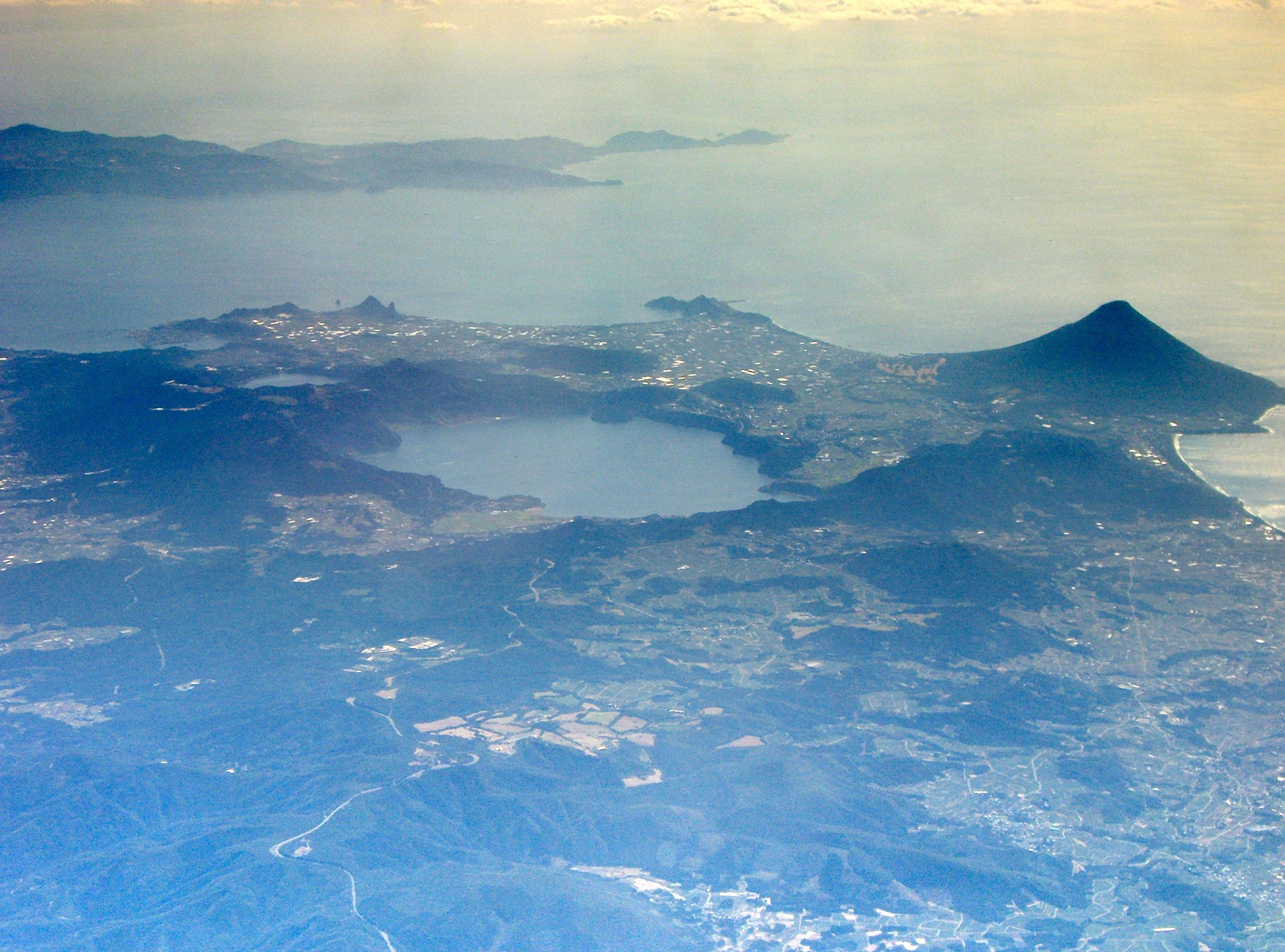
Vista aérea de la zona volcánica de Ibusuki.

El Instituto de Investigación Botánica Agrícola Granja de Ibusuki en japonés : 指宿植物試験場, es un jardín botánico y una granja veterinaria, dedicados a la investigación y experimentación de plantas de interés agrícola y a las enfermedades de los animales domésticos y de rebaños, de 3.88 hectáreas de extensión que se encuentra en Ibusuki, Japón. Está administrado por la Facultad de Agricultura de la Universidad de Kagoshima. Su código de identificación internacional como institución botánica es KAGOC.

## Localización
Su sitio tiene un interés especial debido a su ubicación con clima suave y con abundantes manantiales de agua caliente, gracias a estar en la zona de actividad volcánica de Ibusuki.

## Historia
En 1908 se crea el "Facultad de Agricultura y Silvicultura de Kagoshima" y en 1909 la creación de la "Universidad Forestal de Takakuma".
En 1918 se crea el "Jardín Botánico Experimental de Ibusuki".
En 1939 se amplia el marco de estudios con la creación del departamento de Veterinaria en la universidad y en 1941 se crea el hospital de Veterinaria.
Por el acta de la ley de creación de escuelas (ley 1949 No.150) se establece en 1949 la Facultad de Agricultura de la Universidad de Kagoshima.

## Colecciones
El jardín contiene plantas útiles de origen tropical y subtropical para la educación del estudiante y la conservación genética. 
Entre los logros botánicos del instituto, se ha conseguido el mayor rábano del mundo hasta el momento, la variedad "Sakurajima Daikon".

## Actividades
- Estudios fisiológicos y metabólicos en el desarrollo de la fruta desde su floración a la maduración.
- Abonos, genética y recursos genéticos de los árboles frutales
- Genética y abonos en vegetales útiles para cosechas con la recolección de recursos genéticos e ingeniería genética
- Genética, cultivo y fisiología de las cosechas vegetales
- Bioquímica y herencia del color de la flor en plantas ornamentales
- Cultivo de plantas ornamentales por medio de la biotecnología.
- Cultivo de Ecotipos y evaluación de calidad de plantas ornamentales

Alberga los laboratorios de:
- Ciencias de la fruta
- Ciencias de las cosechas vegetales
- Ciencias de las plantas ornamentales

Siendo sus temas de estudio:
- La identificación del mecanismo del desarrollo de las enfermedades vegetales causadas por los hongos, las bacterias y los virus
- La identificación de las nuevas enfermedades virales tales como la "enfermedad del enano"; en plantas de té
- Las enfermedades virales de los árboles frutales subtropicales
- Taxonomía y ecología de los insectos fitófagos y de sus enemigos naturales
- Interacción entre las plantas, los insectos fitófagos y sus enemigos naturales
- Desarrollo y uso de algunas feromonas sintéticas de insectos
- Taxonomía y utilización de microbios emtomopatogénicos: virus, hongos, y bacterias